# Clementinum

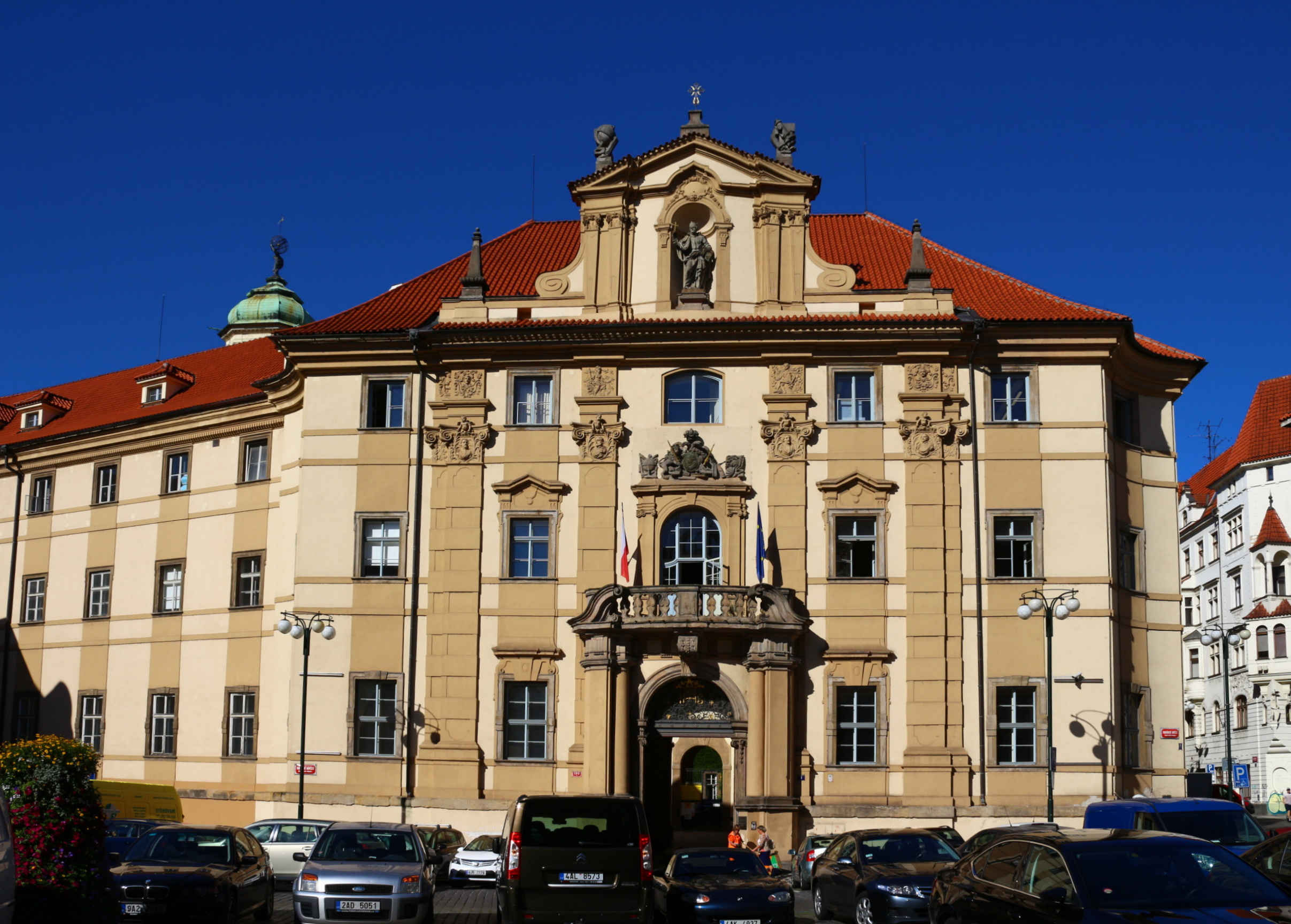
Entrada este del Clementinum.

El Clementinum (en checo: Klementinum') es un conjunto de edificios históricos situado en Praga. Hasta hace unos años el complejo albergó las bibliotecas Nacional, Universitaria y Técnica. Además, la Biblioteca de la Ciudad estaba situada cerca, en Mariánské Náměstí. La Biblioteca Técnica y la Biblioteca Municipal se trasladaron en 2009 a la Biblioteca técnica nacional de Praga en Technická 6. Actualmente está en uso como la Biblioteca Nacional de la República Checa. En 2005, la Biblioteca Nacional Checa recibió el Premio Jikji de la Unesco (Memoria del Mundo).

## Historia

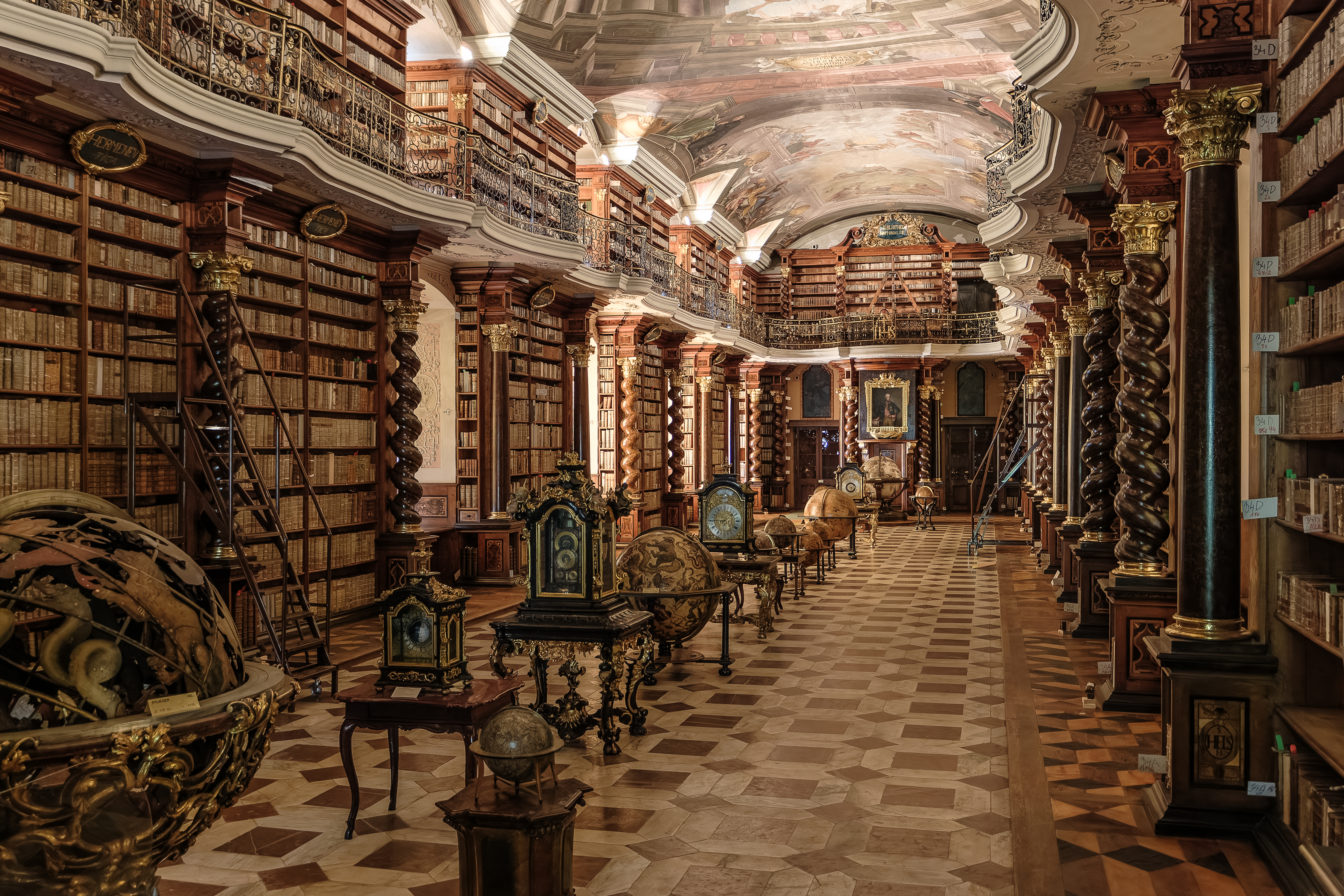
El salón barroco de la biblioteca.

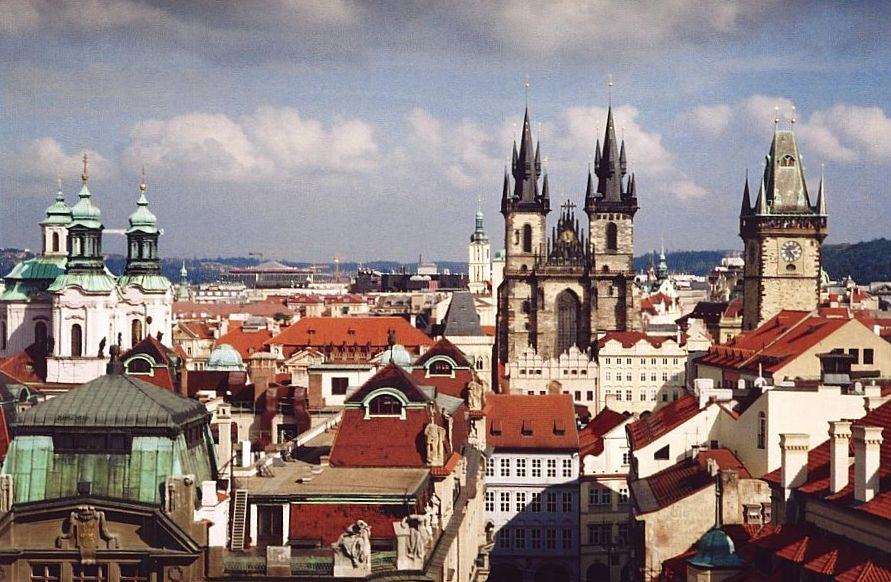
Vista de Praga desde el Clementinum.

La historia del edificio se remonta a una capilla dedicada a san Clemente, construida en el siglo XI. En 1227 se estableció allí un convento de los dominicos que fue destruido en 1420 por los husitas. En 1556, el emperador Fernando I cedió los terrenos del antiguo convento a los jesuitas, quienes construyeron allí un centro de enseñanza de latín. Sesenta años más tarde, la escuela se convirtió en colegio, el colegio de San Clemente de Praga.
En 1622, los jesuitas transfirieron la biblioteca de la Universidad Carolina y fusionaron esas dos instituciones educativas en 1654. Fue en esa época cuando, bajo la dirección o con la ayuda de arquitectos como Kilian Ignace Dientzenhofer, Carlo Lurago o Francesco Caratti, se construyeron la mayor parte de los edificios en el estilo barroco que caracterizaba en aquella época a Praga, centro clave de la Contrarreforma. Los aproximadamente  20 000 m² construidos entre 1653 y 1726 lo convirtieron en la segunda edificación mayor de la ciudad después del Castillo. Durante el siglo XVIII, se añadieron al Clementinum:
- la capilla de los Espejos (1724), obra de František Maxmilian Kaňka;
- la biblioteca de la universidad (1727), obra también de Kaňka;
- el observatorio astronómico en 1750, fundado por el científico y sacerdote jesuita Josef Stepling;[3]
- el museo de matemáticas, fundado también por Stepling en 1751;
- una estación meteorológica en 1775, fundada por Antonín Strnad.[4]

Cuando en 1773 fue suprimida la Compañía de Jesús, el Clementinum se convirtió en una universidad secular y la emperatriz [María Teresa I de Austria]] declaró que la biblioteca de los jesuitas era la «Biblioteca de la Universidad imperial y real». La Biblioteca Nacional se fundó en 1781 y desde 1782 el Clementinum fue una biblioteca con depósito legal. 
La Universidad Carolina se dividió en 1882 en dos entidades, una checa y otra alemana, y el Clementinum recayó en la facultad checa de Filosofía y de Teología. 
En 1918, el gobierno de la recién creada Checoslovaquia se hizo cargo de la biblioteca y estableció en el Clementinum la Biblioteca Nacional Checa. A partir de 1930 sólo permaneció allí la actividad bibliotecaria. De 1924 a 1936, el arquitecto Ladislav Machon se encargó de remodelar las instalaciones del Clementinum para adaptarlas al uso de una biblioteca de la época. En 1929 se integró en el edificio la Biblioteca Eslava.
Desde 1990, ha albergado la Biblioteca Nacional. Contiene una colección de Mozart, materiales pertenecientes a Tycho Brahe y Comenius, así como ejemplares históricos de la literatura checa. 
Durante varios años, antes de 2006, había un debate sobre la posibilidad de expandir el espacio para futuras colecciones de la biblioteca, ya que se esperaba que el espacio en los actuales edificios del Clementinum alcanzara su límite en 2010. El 10 de enero de 2006, las autoridades de Praga decidieron vender los edificios, que eran propiedad de la ciudad y están situados en la zona Letná, cerca del centro de Praga, a la Biblioteca Nacional. En la primavera de 2006, se efectuó un concurso de arquitectura internacional para el nuevo edificio. El arquitecto que ganó la competición fue Jan Kaplický, pero su diseño ganador tenía problemas que había que solucionar, por lo que la Biblioteca Nacional Checa aún está esperando el proyecto final.

## Curiosidades
- Hubo un tiempo en que el Clementinum era conocido como el tercer colegio jesuita más grande del mundo.
- El registro meteorológico más antiguo en los Países Checos comenzó en el Clementinum en el año 1775, y continúa hasta la actualidad.[5]
- El Clementinum es mencionado en "El milagro secreto" de Jorge Luis Borges. El personaje principal tiene un sueño de la biblioteca del Clementinum donde los bibliotecarios buscan a Dios en los libros de la biblioteca. Uno de los bibliotecarios dice: Dios está en una de las letras de una de las páginas de uno de los cuatrocientos mil libros del Clementinum. Mis padres y los padres de mis padres han buscado esta letra; yo mismo me he quedado ciego buscándola. Entonces entra un lector y entrega un atlas al personaje principal, diciéndole que no sirve para nada. El personaje principal abre el libro al azar, y encuentra un mapa de la India, toca una de sus letras y encuentra a Dios.
- El salón barroco de la biblioteca dentro del Clementinum es conocido por su espectacular interior, incluido el techo de Jan Hiebl.

## Galería de imágenes

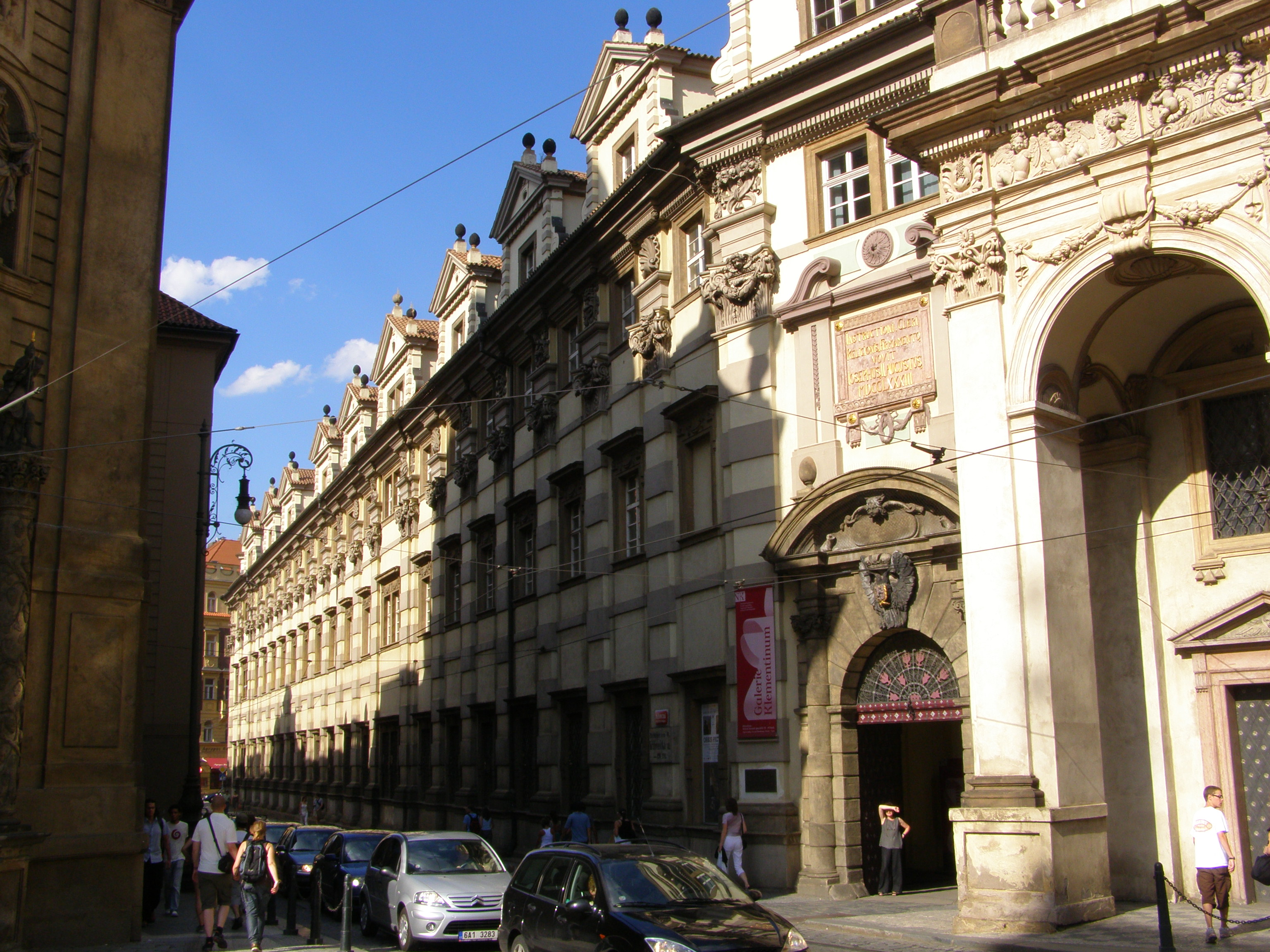
Entrada al edificio desde la calle Křižovnická.
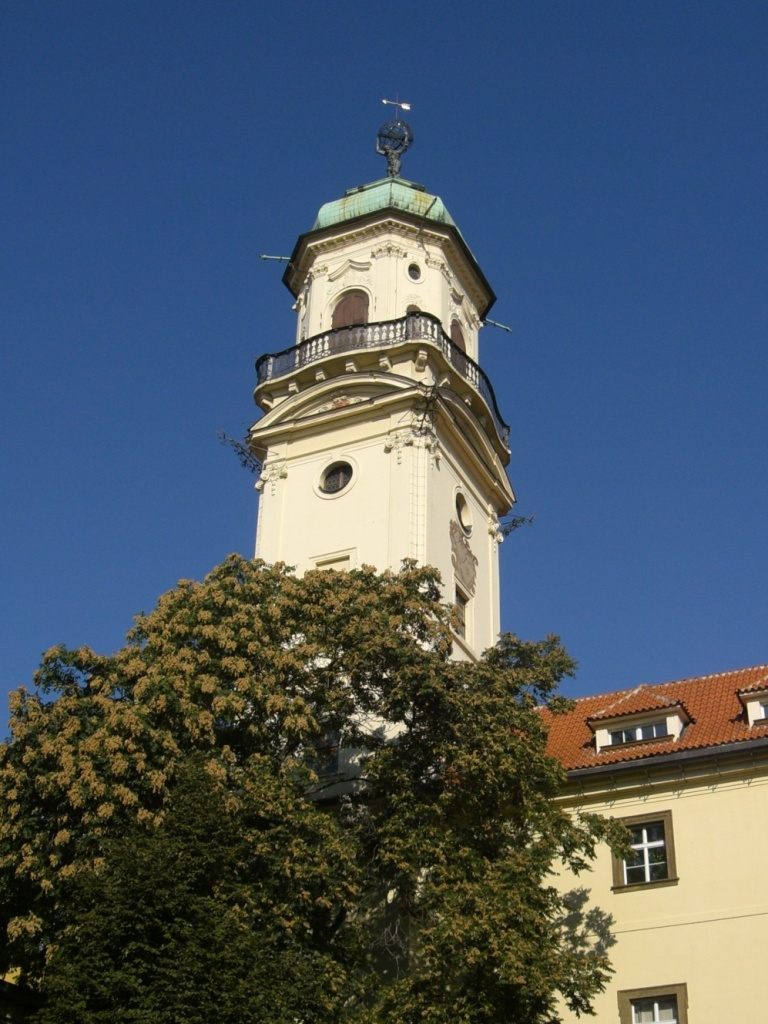
La torre astronómica.
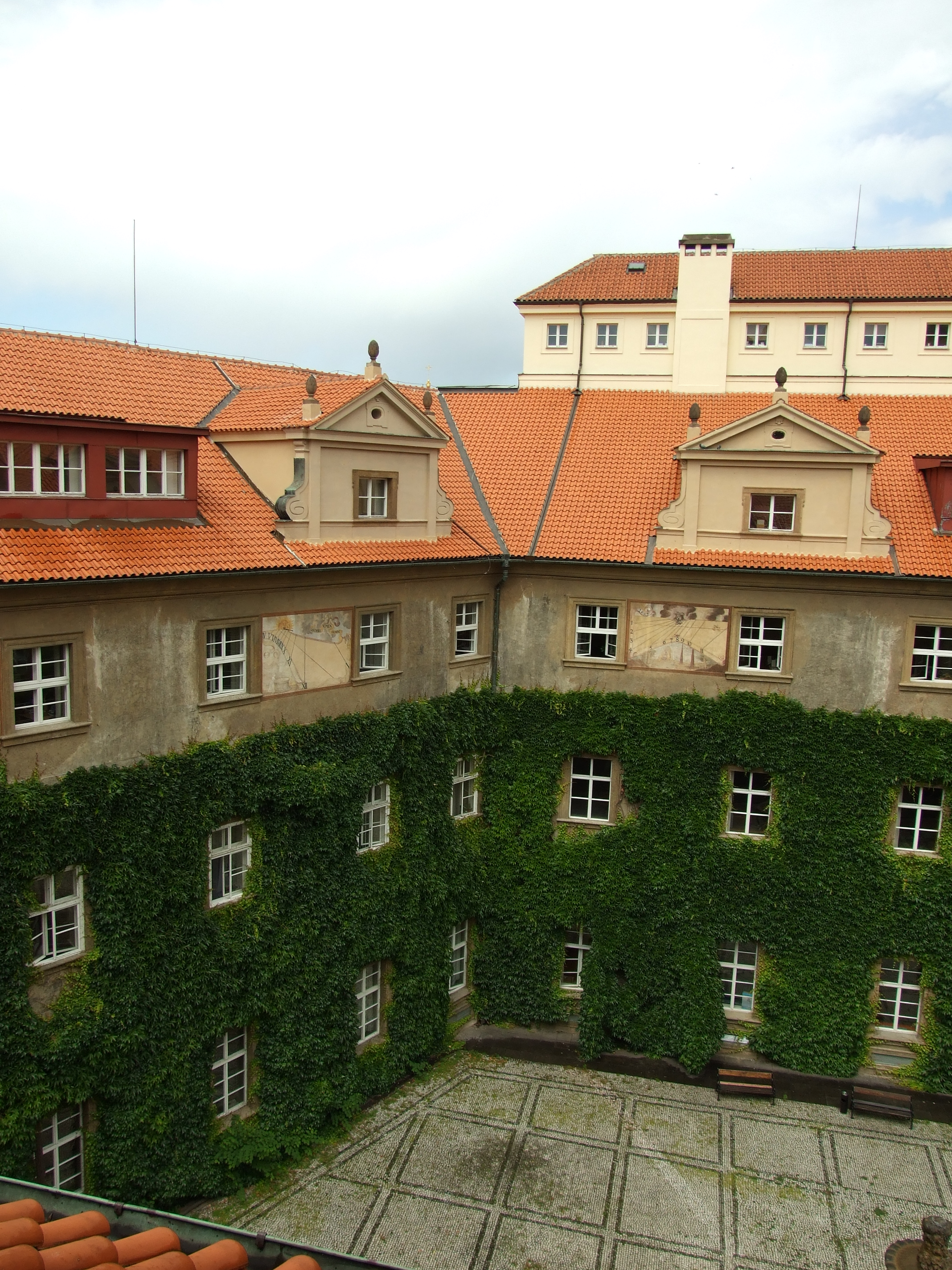
El Clementinum visto desde la planta superior, donde se sitúa la Biblioteca Eslava.
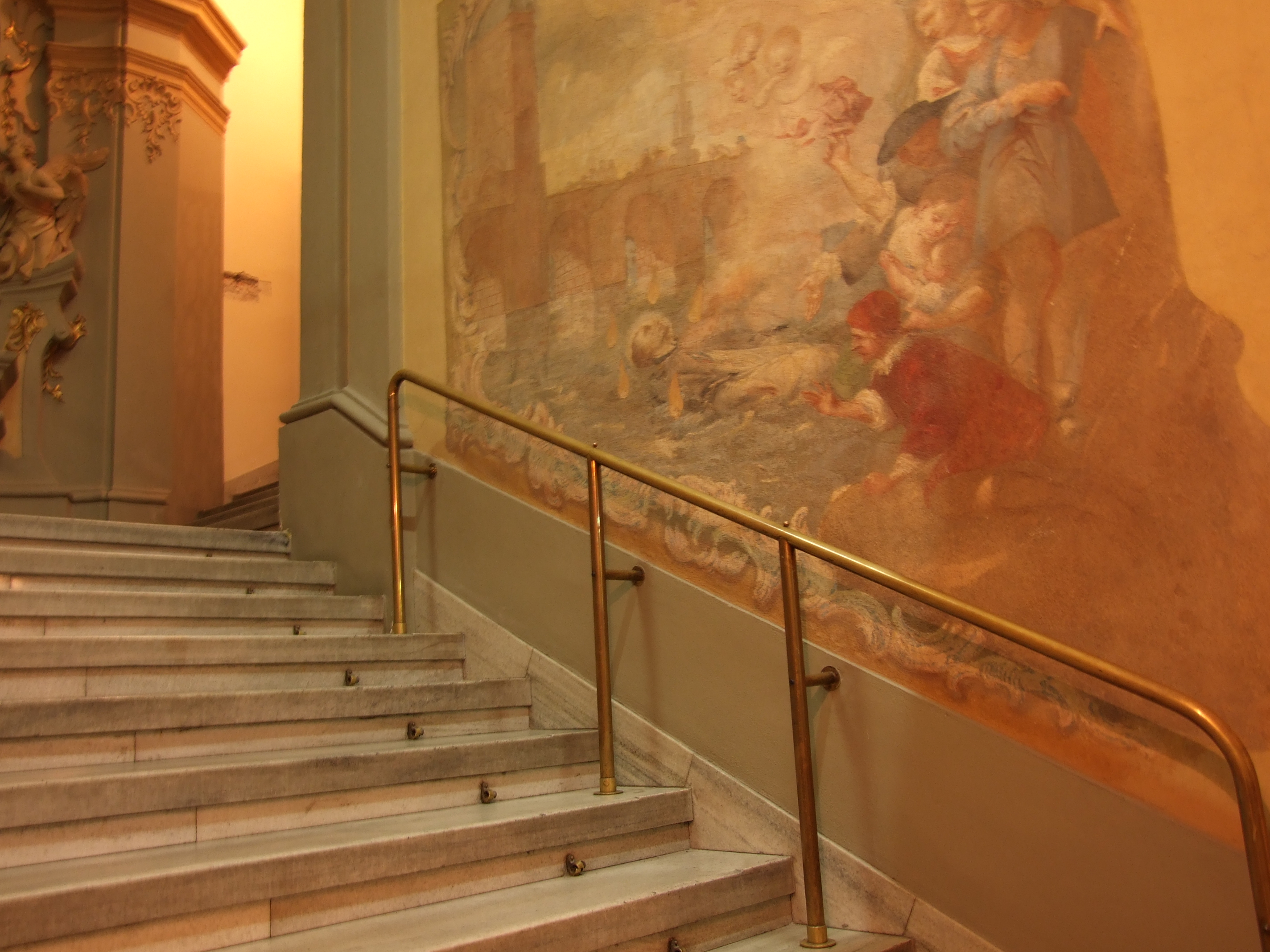
El interior del Clementinum.
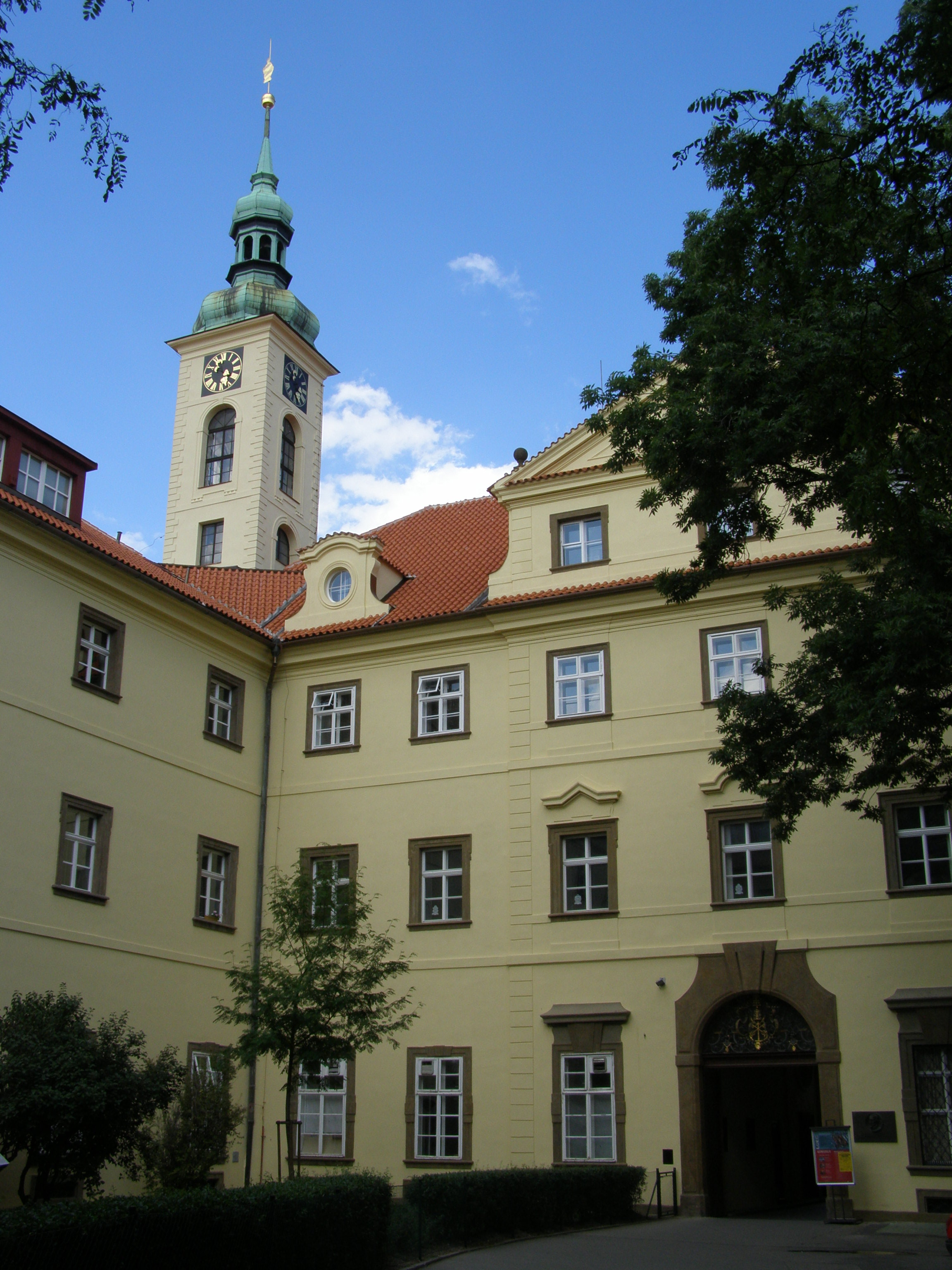
Uno de los patios.